# Filip Jícha
Filip Jícha (Starý Plzenec, 19 aprile 1982) è un ex pallamanista e allenatore di pallamano ceco, allenatore del THW Kiel.

## Palmares

### Giocatore

#### Competizioni nazionali
- Coppa di Qatar: 1

Al Alhi: 2002
- Handball-Bundesliga: 7

Kiel: 2007-08, 2008-09, 2009-10, 2011-12, 2012-13, 2013-14, 2014-15
- Coppa di Germania: 5

Kiel: 2007-08, 2008-09, 2010-11, 2011-12, 2012-13
- Supercoppa di Germania: 5

Kiel: 2007, 2008, 2011, 2012, 2014
- Liga ASOBAL: 2

Barcellona: 2015-16, 2016-17
- Coppa del Re: 2

Barcellona: 2015-16, 2016-17
- Coppa ASOBAL: 2

Barcellona: 2015-16, 2016-17
- Supercoppa di Spagna: 2

Barcellona: 2015, 2016

#### Competizioni internazionali
- EHF Champions League: 2

Kiel: 2009-10, 2011-12
Champions Trophy: 1
Kiel: 2007
- Super Globe: 1

Kiel: 2011

#### Individuale
- IHF World Handball Player of the Year: 1

2010

### Allenatore

#### Competizioni nazionali
- Handball-Bundesliga: 3

Kiel: 2019-20, 2020-21, 2022-23
- Coppa di Germania: 1

Kiel: 2021-22
- Supercoppa di Germania: 4

Kiel: 2020, 2021, 2022, 2023

#### Competizioni internazionali
- EHF Champions League: 1

Kiel: 2019-20